# Olasz
Olasz est un village et une commune du comitat de Baranya en Hongrie.

## Histoire
Le nom du village est formé de l'adjectif hongrois olasz (« italien ») qui désignait également en hongrois ancien un locuteur d'une langue romane (même origine que valaque, welche, wallon), en l'occurrence celle des colons « latins » (notamment wallons) invités par les rois de Hongrie à repeupler la Transdanubie méridionale après les ravages des Mongols du XIIIe siècle qui avaient causé la mort de nombreux hongrois.